# Hős6os (film)
A Hős6os (eredeti cím: Big Hero 6) 2014-ben bemutatott amerikai 3D-s számítógépes animációs film, amely a Marvel Comics képregények szuperhősein alapul. Az 54. Disney-film rendezői Don Hall és Chris Williams. Az animációs játékfilm producere Roy Conli. A forgatókönyvet Jordan Roberts, Robert L. Baird és Daniel Gerson írták. A zenéjét Henry Jackman szerezte. A mozifilm a Walt Disney Pictures és a Walt Disney Animation Studios gyártásában készült, a Walt Disney Studios Motion Pictures forgalmazásában jelent meg. Műfaja sci-fi akciófilm.
Amerikában 2014. november 7-én, Magyarországon 2015. január 8-án mutatták be a mozikban.
A történet főhősei egy csapat egyedi képességekkel rendelkező tinédzser (és egy robot), akik megpróbálják megmenteni a városukat a fenyegető gonosztól.

## Cselekmény
A történet San Fransokyo-ban játszódik (egy kitalált város, amely Tokió és San Francisco keveréke). Főhőse a 13 éves Hiro Hamada, egy igazi szuperzseni, aki nagyon szereti a robotikát. Szabadidejében San Fransokyo legsötétebb helyein a saját kis robotjával robotharcokon vesz részt, amelyekre pénzért lehet fogadni. A bátyja, Tadashi szerint azonban Hironak tanulásra kéne fordítani az erejét, ezért ráveszi őt, hogy jelentkezzen a robotikával foglalkozó egyetemre, ahol ő is tanul. Bemutatja őt a csoporttársainak, egyben legjobb barátainak: ott van Gogo, a szupersebességű kerekek feltalálásával kísérletező csaj, Wasabi, a plazma- és lézerszakértő, Mézvirág, a kémiai lángelme, és Fred, a suli dinókabalája. Tadashi saját kísérlete egy Baymax nevű robot, akit az egészségügyi segítésre programozott. Tadashi tanárának és mentorának, Callaghan professzornak az invitálására Hiro végül rászánja magát, hogy jelentkezik az egyetemre.
A felvételin saját tervezésű "mikrobotjait" mutatja be az egyetemi bizottságnak (több ezer mikroméretű robot, melyeket az emberi elme segítségével lehet irányítani). A találmánya lenyűgöz mindenkit, köztük Alistair Krei multimilliomos feltalálót is, aki szívesen megvásárolná a találmányt, de Hiro nem adja el. Nem sokkal ezután az egyetem épületben váratlan tűz üt ki. Callaghan professzor bennragad az égő épületben, így Tadashi érte megy, hogy megmentse, de végül mindketten odavesznek egy robbanásban.
A balsorsú eset után hónapok telnek el, de Hiro nehezen tudja feldolgozni a bátyja elvesztését. Megkeseredetté és bezárkózottá válik. Egy alkalommal véletlenül működésbe hozza Baymaxet, aki (a programja szerint) kötelességének érzi, hogy segítsen Hirónak felépülni "a betegségéből". Az ő véletlenszerű közbenjárására Hiro kideríti, hogy egy titokzatos épületben valaki sorozatosan gyártja az ő mikrobotjait. Az illető egy maszkot viselő alak, aki gonosz célokra használja fel a robotokat. Hiro úgy hiszi, az illető felelős a bátyja haláláért, így kötelességének érzi, hogy megtalálja őt. Ehhez vadonatúj felfejlesztést készít Baymaxnek: beépít a programjába egy kommandós harci-chipet, aminek köszönhetően Baymax vadonatúj karate-mozdulatokat sajátít el és egy egész arzenálnyi fegyvert is kap.
Elindulnak hát, hogy megkeressék a maszkos fickót, melyben segítségükre lesznek Tadashi barátai is. Az akció azonban kudarcba fullad, és csak a szerencsének köszönhető, hogy túlélik. Hiro rájön, ahhoz, hogy megtalálják a maszkos fickót, Tadashi barátaiból profi bűnüldöző csapatot kell csinálnia. Így az egyedi tehetségeik alapján mindegyiküknek különböző szuperruhákat tervez, amellyel mindnyájan hasznosítani tudják a robotikai kísérleteiket is: Gogo fénysebességű kerekben végződő csizmát kap, Wasabi plazmapengékkel felszerelt kesztyűt, Mézvirág beépített kémiai szettel rendelkező válltáskát, Fred pedig tűzokádó sárkányjelmezt. Hiro új fejlesztésű szenzorokkal látja el Baymaxet, így meg tudják állapítani a maszkos fickó tartózkodási helyét.
Rövidesen egy elhagyatott szigeten találják magukat a város mellett. Kiderítik, hogy korábban Alistair Krei ezen a szigeten végzett kísérleteket a teleportálással, ám a kísérlet kudarcba fulladt, így a kormány leállította a programot. Úgy hiszik, Krei a maszkos férfi, aki most ezt a kudarcot próbálja helyrehozni a mikrobotokkal. Szemtől szembe megküzdenek a gonosztevővel, ám mikor elkapják és leleplezik, legnagyobb meglepetésükre Callaghan professzort találják a maszk mögött, aki mégsem halt meg a robbanásban. Hiro őt vádolja Tadashi haláláért, és dühösen utasítja Baymaxet, hogy ölje meg: kiveszi az egészségügyi chipét, így Baymax kizárólag a kommandós chip programja szerint képes cselekedni, és őrült pusztításba kezd. Mielőtt azonban árthatna Callaghan professzornak, ő elmenekül, a csapat pedig visszaállítja Baymaxet eredeti programjába. Hiro ezért megharagszik rájuk, és Baymaxel Callaghan nyomába ered, eltökélve, hogy megbosszulja Tadashit.
Miután megjavítja Baymax bekrepált szenzorát, Hiro ismét felül akarja írni az egészségügyi programját, de Baymax ezúttal nem engedi ezt, emlékeztetvén Hirót, hogy Tadashi azért készítette őt, hogy segítsen az embereknek, nem azért, hogy ártson nekik. Egy rövid videóüzenetben bemutatja, hogy Tadashi miként készítette el őt. A videó segítségével Hirónak végre sikerül elengednie a haragját, és feldolgoznia a gyászt. Hálásan megköszöni Baymaxnek a segítséget.
Hiro ezután a barátaival is kibékül, majd közösen fényt derítenek rá, hogy Callaghan terve az, hogy elpusztítja Alistair Kreit, mert ő vádolja a saját lánya haláláért, aki a teleportálási kísérlet során életét vesztette. A mikrobotok segítségével működésbe hozza a régi űrportált, hogy azzal pusztítsa el Krei vállalatát, majd utána őt is. A hat tagú szupercsapat azonban a helyszínre siet, és felveszi a harcot Callaghan ellen. Közös erőfeszítéssel elpusztítják a mikrobotjait és ezzel megállítják a tervét, mielőtt túl késő lenne. Azonban a létrehozott portál egyre instabilabb, és magába szippant mindent a környezetéből. Baymax a szenzoraival megállapítja, hogy Callaghan lánya életben van az űrportálon túl, ahol hiperálomba zuhant. Így hát Hiróval közösen bemennek érte. A portál azonban összeomlik, és Baymax kénytelen feláldozni magát, hogy Hiro és Callaghan lánya kijussanak. Hiro nagyon szomorú, hogy el kellett vesztenie a robotot, akit igencsak megszeretett. Hála Baymax önfeláldozásának, mindenki épségben megmenekül, Abigail-el kiegészülve, míg Callaghant letartóztatja a rendőrség.
Hónapokkal később Hiro végre elkezd járni az egyetemre, új barátai társaságában. Egy alkalommal felfedezi, hogy nála maradt Baymax egészségügyi chipje (ami meghatározza az egész személyiségét), így annak alapján újra tudja építeni őt. Nagyon boldog, mikor ez végül sikerül neki. A hat jó barát ezek után folytatja hősi tevékenységüket, és ha baj van, Hős6os szupercsapat néven vigyáznak San Fransokyo lakosainak épségére.
A film legvégén pedig Fred találkozott multimilliomos nyugdíjazott szuperhős apjával, aki Stan Lee-t formálja meg.

## Díjak, jelölések
- 2015 – Oscar-díj – a Legjobb Animációs Film
- 2015 – BAFTA-díj – a Legjobb Animációs Film
- 2015 – Golden Globe-díj jelölés – a Legjobb Animációs
- 2015 – Kids' Choice Awards jelölés – a Legjobb Hang Animált Szereplőnek
- 2015 – Kids' Choice Awards jelölés – a Legjobb Hang Animált Szereplőnek
- 2015 – Young Artist Award jelölés – a Legjobb Animációs Film
- 2015 – Satellite Award jelölés – a Legjobb Animációs Film
- 2015 – Saturn Award jelölés – a Legjobb Eredeti Forgatókönyv
- 2015 – Visual Effects Society Awards jelölés – a Legjobb Animáció

## Televíziós megjelenések
- HBO, HBO 2, HBO 3
- FilmBox, FilmBox Extra HD